# Marie-Thérèse de Poix
Marie-Thérèse de Poix, née Anne Adeline Marie-Thérèse de Lavaur de Sainte-Fortunade, comtesse de Poix, le 27 septembre 1894 à Tours et morte le 5 février 1970 à Sepmes, est une des principales personnalités de la Résistance intérieure française en Indre-et-Loire. Son château de La Roche-Ploquin à Sepmes servit de cache pour les militaires alliés, les familles juives, les réfractaires et résistants pendant l'Occupation. Elle est aussi infirmière volontaire lors des deux guerres mondiales et fut déportée.

## Biographie

### Avant la Résistance
Anne Adeline Marie-Thérèse de Lavaur de Sainte-Fortunade est née à Tours en 1894.
Elle suit des études d'infirmière jusqu'en 1914 à l'Hôpital de Bordeaux. Elle s'y engage comme infirmière volontaire pour la durée de la guerre.
En 1919, elle épouse Jean Tyrel de Poix dont la famille possède la Roche-Ploquin à Sepmes. Celui-ci, engagé volontaire, spécialiste des premiers chars de combat a été gazé en juillet 1918. Il recevra la croix de guerre avec palmes. Sa santé reste chancelante et le couple ne pourra avoir d'enfants. Il décède en juillet 1924, âgé de 33 ans.
Marie-Thérèse de Poix reste à Sepmes où elle vit de son travail d'infirmière à domicile et du revenu de ses trois fermes.
En 1939, elle redevient infirmière militaire volontaire à Soissons puis Bordeaux.

### La Résistance

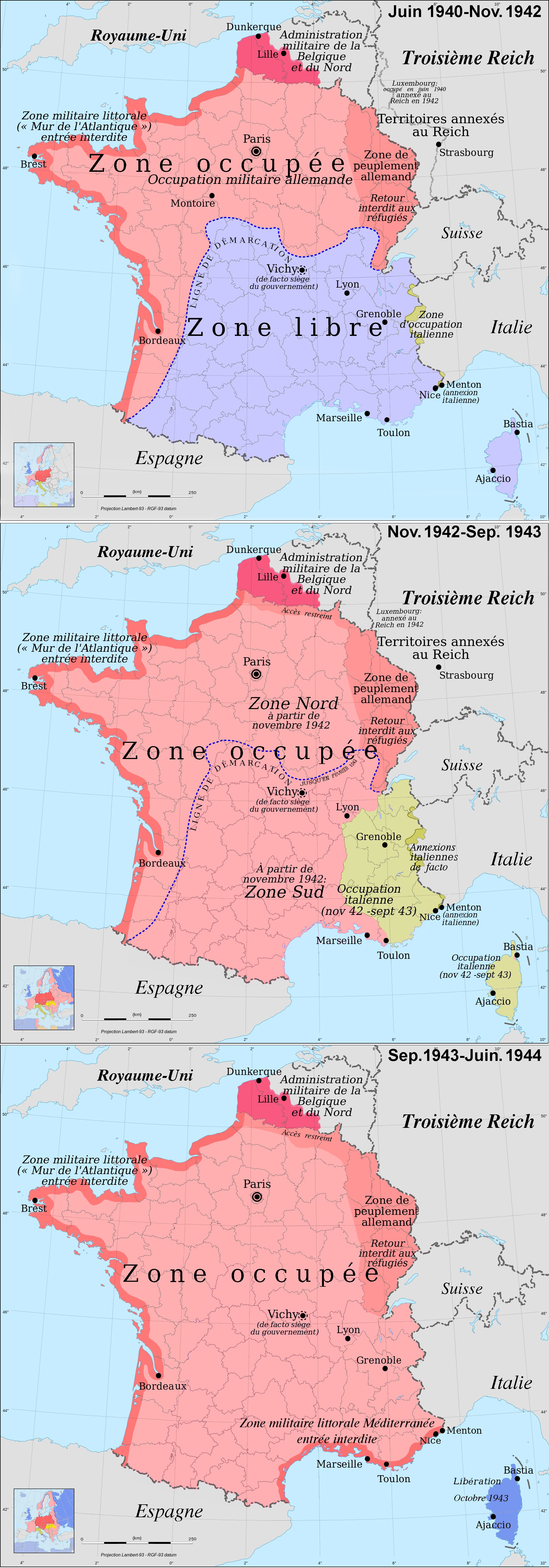
Sepmes (Indre-et-Loire) est à proximité de la ligne de démarcation et sur la route de L'Espagne.

C'est l'Occupation, la France est séparée en deux parties (carte précise des découpages). Sepmes est en zone occupée à quelques kilomètres de la zone libre.

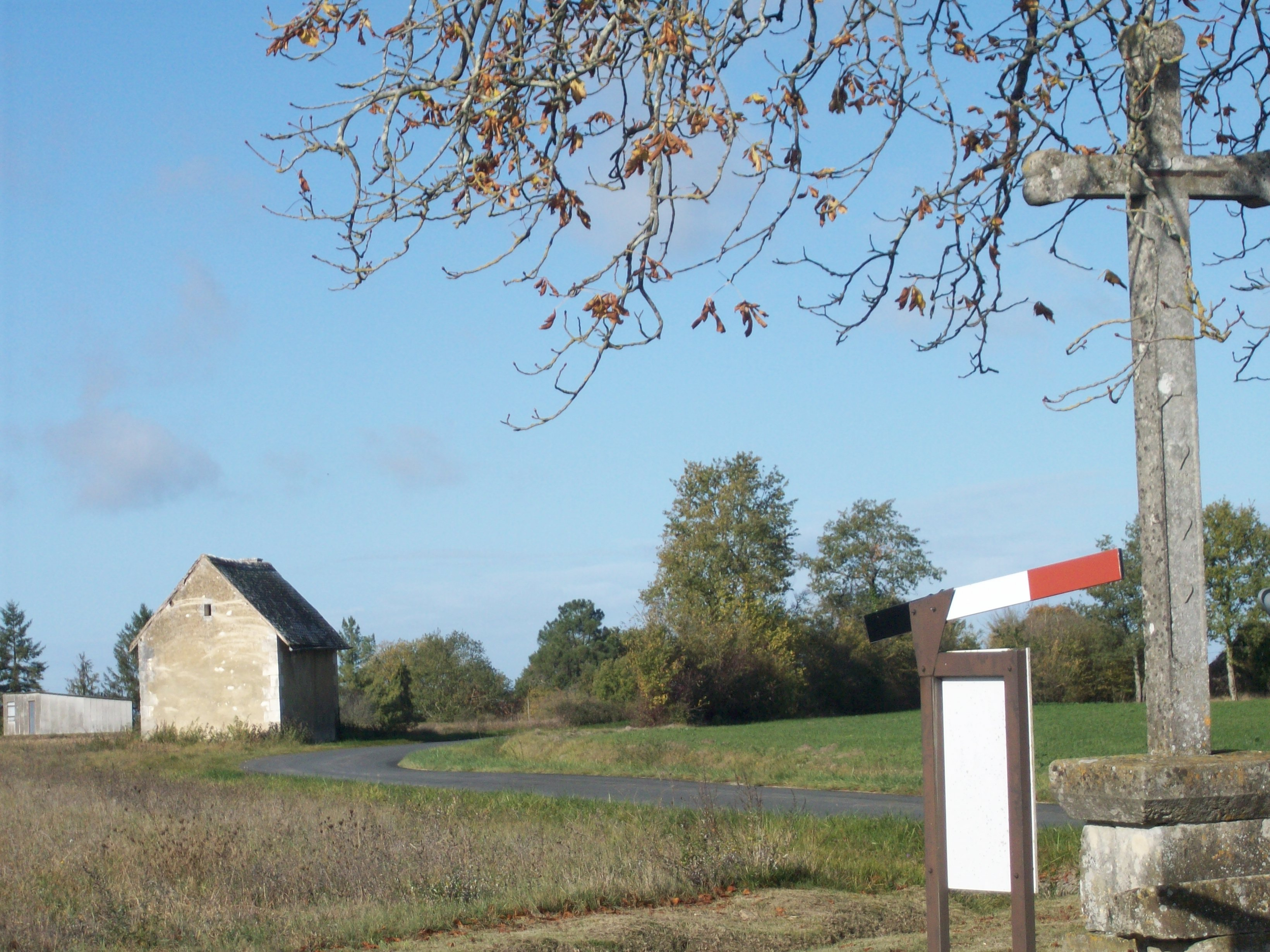
Signalisation (reconstitution) de la ligne de démarcation entre Ligueil, Cussay et Paulmy. La cabane de vigne au second plan abritait le poste de garde allemand. C'était l'un des points de passage les plus proches de Sepmes.

Dès son retour à Sepmes, Mme de Poix a du être en contact avec des amis résistants : l'abbé Henri Péan, curé de Draché et la Celle-Saint-Avant et le marquis Max de Lussac de Sainte-Catherine-de-Fierbois. Henri Péan est infatigable, il crée ou développe de nombreux groupes de résistants pour les réseaux Marie-Odile et Turma-Vengeance, organise des parachutages, la transmission de renseignements et le passage de la ligne de démarcation. Ses passeurs assureront le passage de plus de 2000 clandestins et l'abbé convoiera plusieurs centaines d'aviateurs alliés vers l'Espagne. Il est très souvent à la Roche-Ploquin pour mettre au point ses actions. C'est un endroit discret où sont logés en permanence jusqu'à une quinzaine de fugitifs.
La comtesse elle-même ne manque pas de ressources : elle sait soigner les blessés et elle parle couramment anglais, ce qui permet de tester les aviateurs alliés.

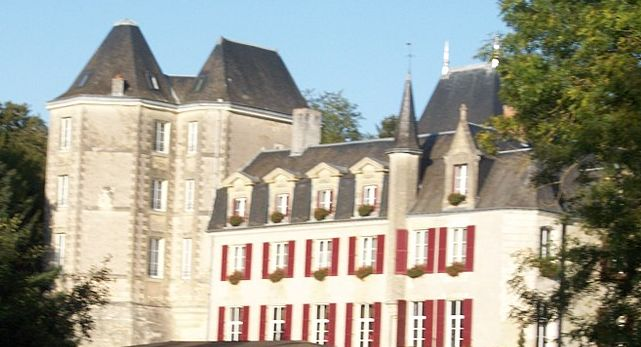
Niché dans un vallon à l'écart du bourg de Sepmes, le château de la Roche-Ploquin pouvait offrir des cachettes discrètes.

Il faut ravitailler et transporter tout ce monde, cacher le matériel parachuté, fabriquer de faux-papiers. Cela est facilité par la présence dans le réseau du boucher Pascal Rentien, des agriculteurs Alphonse Cathelin et Jean Michau, du garagiste Marius Saint-Aubin, de personnes des secrétariats de mairie de Sepmes (Mme Andrée Babin) et Draché, de la famille du Docteur André Goupille de La Haye Descartes et de beaucoup d'autres,. La comtesse doit cependant agrandir son jardin et embaucher un jardinier.
Marius Saint-Aubin fait fonctionner un poste de T.S.F. pour les transmissions. Des parachutages sont organisés à Sepmes même, près de la Roche-Ploquin.

### La captivité
Le réseau Marie-Odile (du nom de guerre de Marie-Odile Laroche, pseudonyme de Mme Henry Barré de Saint-Venant, chef de ce réseau) est démantelé à partir de février 1944 par la Gestapo. Mme de Poix est arrêtée avec d'autres résistants et clandestins à la Roche-Ploquin le 16 février 1944. Ils sont emmenés à Tours où ils sont interrogés de longues semaines sous la torture par les tortionnaires de la Gestapo (Clara Knecht). L'abbé Péan en meurt le 28 février .
Le 31 mars Mme de Poix est envoyée et incarcérée au fort de Romainville puis est déportée le 17 avril depuis Paris au camp de femmes de Ravensbrück (convoi I.204). C'est toute l'horreur des camps décrite par Marie-Thérèse de Poix dans ses Souvenirs de déportation.

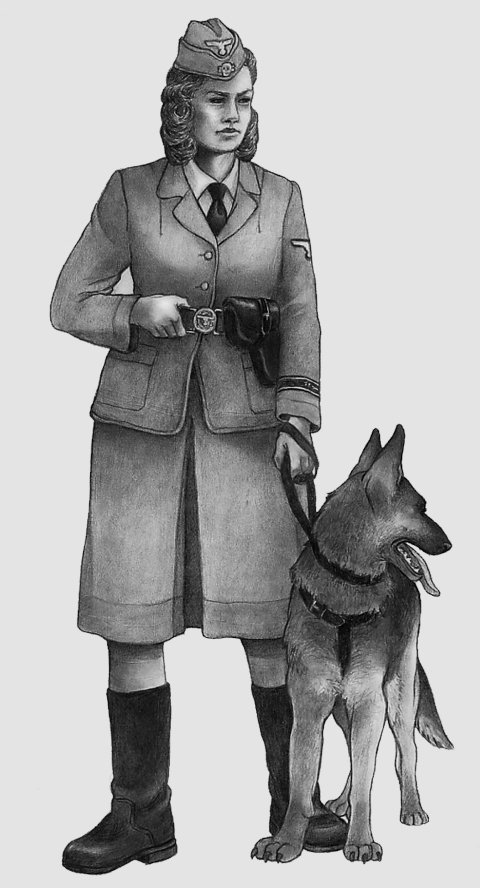
Surveillante SS (SS Aufseherin) et son chien, comme ils en étaient à Ravensbrük. Dessin de Joanna Czopowicz.

Les femmes y meurent fusillées ou gazées mais encore plus de faim, du manque d'hygiène, des mauvais traitements, d'empoisonnement et du travail abrutissant comme au Kommando de Röchlin où est affectée temporairement Mme de Poix. Ses compétences d'infirmière sont de nouveau appréciées mais il n'y a aucun médicament.
Sa santé se dégrade rapidement, elle est atteinte de scarlatine et souffre d'importants abcès dus aux tortures, sa mort paraît proche. C'est alors que la Croix-Rouge suédoise obtient l'exfiltration des Françaises malades. Elle quitte Ravensbrück, évacuée sur un brancard, fin avril 1945, pour la Suède pour être soignée à l'hôpital de Kristianstad (Province de Scanie).

### Retour en France
À Kristianstad où on peut lui administrer de la pénicilline, elle se remet lentement. Elle y reste en convalescence jusqu'en septembre 1945. Entretemps le château de la Roche-Ploquin a été pillé, par les Allemands et par des habitants des environs.

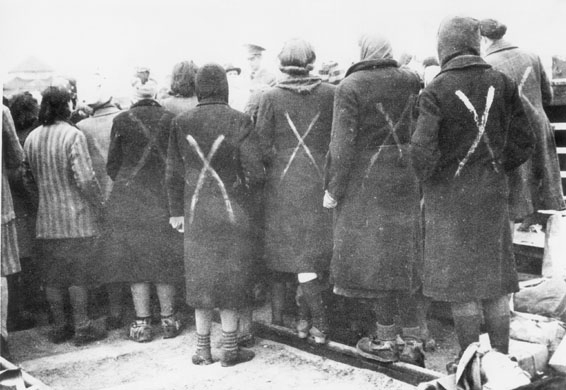
Survivantes de Ravensbrück attendant leur prise en charge par la Croix-Rouge suédoise

En avril 1945 (première élection où les femmes françaises votent), elle est élue maire-adjoint de Sepmes malgré son absence.
Incapable de remettre en état son château (elle n'a jamais demandé de compensations financières), elle décide de s'en séparer au profit de la paroisse Saint-Séverin des champs de Paris qui y organisa des colonies de vacances. Elle s'installe donc à la Grostrie, une de ses anciennes fermes de Sepmes.
Très croyante, elle œuvre pour la paroisse de Sepmes, mais aussi pour la commune.
Elle meurt le 5 février 1970 à Sepmes et est enterrée dans la chapelle du château de la Roche-Ploquin.

## Distinctions et hommages
- Chevalier de la Légion d'honneur[Quand ?]
- Croix de guerre 1939–1945
- Médaille de la Résistance française (décret du 14 juin 1946)[16]
- Médaille commémorative de la guerre 1914-1918
- Médaille de la Liberté (U.S. : Medal of Freedom)
- Diplôme de Passeur
- Son nom a été donné à une rue de Sepmes

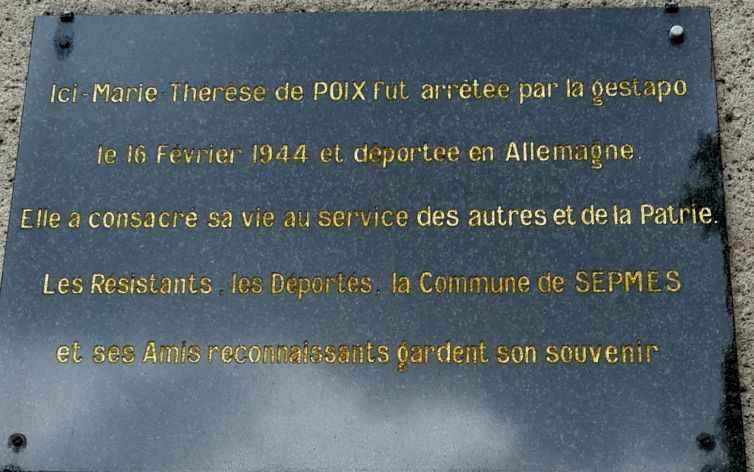
Plaque commémorative apposée par la commune de Sepmes sur la chapelle du Chateau de la Roche-Ploquin

- Plaque commémorative apposée par la commune de Sepmes sur la chapelle du Chateau de la Roche-PloquinUne plaque a été apposée sur la façade de la chapelle de la Roche-Ploquin où elle est enterrée, c'est aussi l'endroit où elle fut arrêtée.